# Trinity and Beyond
Trinity & Beyond – Die Geschichte der Atombombe (Originaltitel: Trinity & Beyond – The Atomic Bomb Movie) ist ein Dokumentarfilm über die Atombombentests der USA, Russlands und Chinas.
Der Schauspieler William Shatner ist im Original als Sprecher zu hören.

## Handlung
Der Film beginnt mit der Explosion von 100 Tonnen TNT, um die Messgeräte für die erste Atombombe Trinity zu kalibrieren. Danach werden die Atombombenabwürfe über Hiroshima und Nagasaki behandelt, dann Operation Sandstone, Operation Ranger und Operation Greenhouse. Die erste Hälfte des Films ist beendet, und nun wird über die Wasserstoffbombentests berichtet.
Operation Ivy, Operation Upshot-Knothole, Operation Castle sind Hauptthemen in diesem Teil. Nun folgen Operation Wigwam, Operation Redwing und Operation Plumbbob. Es wird über die Zar-Bombe und deren Abwurf bericht, woraufhin die USA mit Operation Dominic begannen. Die letzten Tests der USA, über die im Film berichtet wird, sind die Höhentests der Operation Hardtack und weitere Tests, bei denen die Bomben mit Raketen in große Höhen gebracht wurden. Nach dem Vertrag über das Verbot von Kernwaffenversuchen in der Atmosphäre, im Weltraum und unter Wasser der USA, Russland und Großbritannien wird schlussendlich über den ersten Atombombentest Chinas berichtet, mit dem der Film endet.

## Trivia
Der erste Teil, bis zur Operation Castle wird manchmal als "Atombombe – Verlust der Unschuld" ausgestrahlt.